# Torterra
Torterra (japanski: ドダイトス Dodaitosu) jedan je od 1025 fiktivnih vrsta Pokémona iz medijske franšize Pokémon, skupa Pokémon videoigara, animiranih serija, manga stripova, knjiga, igraćih karata i drugih medija kojima je tvorac Satoshi Tajiri. Svrha je Torterre u videoigrama, animiranoj seriji i manga stripovima, kao i svrha ostalih Pokémona, borba s divljim Pokémonima – neukroćenim stvorenjima koje igrači i likovi pronalaze dok kreću na razne avanture – i pripitomljenim Pokémonima drugih Pokémon trenera.
Ime Torterra kombinacija je engleske riječi "tortoise" = kornjača, i talijanske riječi "Terra" = Zemlja. Njegovo japansko ime kombinacija je japanskih riječi "dodai" = zemaljsko postolje, i "tōtasu" = kornjača.

## Biološke karakteristike
Torterra nalikuje na Ankylosaura, nasrtljivu kornjaču, divovsku kornjaču, pa i na mitološko biće Genbu. 
Visok je, snažan i veoma spor Pokémon. Stoji na četiri masivne noge smeđe boje s tri nokta nalik na one kod nosoroga i slonova. Noge su veoma snažne kako bi poduprle njegovu veliku težinu. Na leđima nosi neobičan oklop. Oklop na sebi ima bonsai stablo, i tri planinska vrha obrasla nečim nalik mahovini. Oklop je prekriven travom i zemljom, te je veoma težak, čineći ovog Pokémona izuzetno sporim. Torterrova koža veoma je tvrda, podsjeća na onu nosoroga, i može se oduprijeti većini fizičkih napada. Koža na njegovom trbuhu, kao i njegove noge, smeđe je boje. Koža ispod oklopa, na leđima zelene je boje, i pruža se od njegova vrata, pa sve do kraja njegova repa. Granica između smeđe i zelene kože jasno je vidljiva, te se nalazi na njegovim bokovima. Glava Torterra smeđe je boje, sa zelenom "kacigom" (nalik Tropiusu), ispod koje se mogu vidjeti dva manja crvena oka, i manji smeđi dio kože. Sa svake strane glave, na obrazima, nalaze se dva poveća roga. 

## U videoigrama
Jedan od dosljednih aspekata svih Pokémon igara – od Pokémon Red i Blue za Nintendo Game Boy, do igara Pokémon Diamond i Pearl za Nintendo DS konzole – izbor je tri različita Pokémona na početku igračeve avanture; ta tri Pokémona etiketirana su kao Početni (ili starter) Pokémoni. Igrač može birati između Vodenog, Vatrenog ili Travnatog Pokémona, autohtonog za to područje; iznimka od ovog pravila je Pokémon Yellow (remake verzija prvotnih igara koja prati priču Pokémon animirane serije), gdje igrač dobiva Pikachua, Električnog miša, poznatog po tome što je maskota Pokémon medijske franšize.
Torterra se prvi put pojavljuje u Pokémon Diamond i Pearl videoigrama, kao završni oblik Turtwigove evolucije (Turtwig je Travnati početni Pokémon četvrte generacije). Prvi je postojeći Pokémon Travnatog/Zemljanog tipa, jer dosada takva kombinacija u Pokémon svijetu nije postojala. Iako na ovaj način dobiva imunitet na Električne napade (koji mu ionako nisu činili veću štetu kao Travnatom Pokémonu), ima četverostruku slabost na Ledene napade. 
Torterra prirodno uči snažne napade kao što su Potres (Earthquake) i Drobljenje (Crunch), koji je sada pod utjecajem njegovog Attack statusa (prije se vodio kao specijalni, a ne fizički napad), koji mu daju neobično veliku prednost nad ostalim Pokémonima.
Doduše, Torterra je veoma spor Pokémon, a njegov je Special Attack tek prosječan za Pokémona 2. Stupnja (inače, Travnati Pokémoni poznati su po izuzetno visokim Special Attack statusima). Torterrov visok Defense staus, i pristojan HP i Special Defense status pomažu mu u kritičnim situacijama i napadima koji uzrokuju veću štetu. 
Ako Torterra ima snažnu prijateljsku vezu s igračem, igrač ga može poučiti napadu Mahnite biljke (Frenzy Plant), koji sada, uz Venusaura, ovim putem mogu naučiti Meganium i Sceptile.